# Nadine Aubry
Nadine Aubry es una ingeniera estadounidense. Anteriormente se desempeñó como rectora y vicepresidenta sénior de la Universidad de Tufts.

## Biografía
En 2009, fue profesora distinguida Raymond J. Lane y profesora en la Universidad Carnegie Mellon.
Es miembro electa de la Asociación Estadounidense para el Avance de la Ciencia, la Sociedad Estadounidense de Ingenieros Mecánicos, la Sociedad Estadounidense de Física, el Instituto Estadounidense de Aeronáutica y Astronáutica, la Academia Nacional de Inventores, y la Academia Estadounidense de Artes y Ciencias.
También es miembro electo de la Academia Nacional de Ingeniería (2011) por sus contribuciones a modelos de turbulencia y dispositivos de microfluidos de baja dimensión, y por su liderazgo en la educación en ingeniería. Fue elegida Miembro Internacional de la Real Academia de Ingeniería en 2023.